# Nicholas Throckmorton

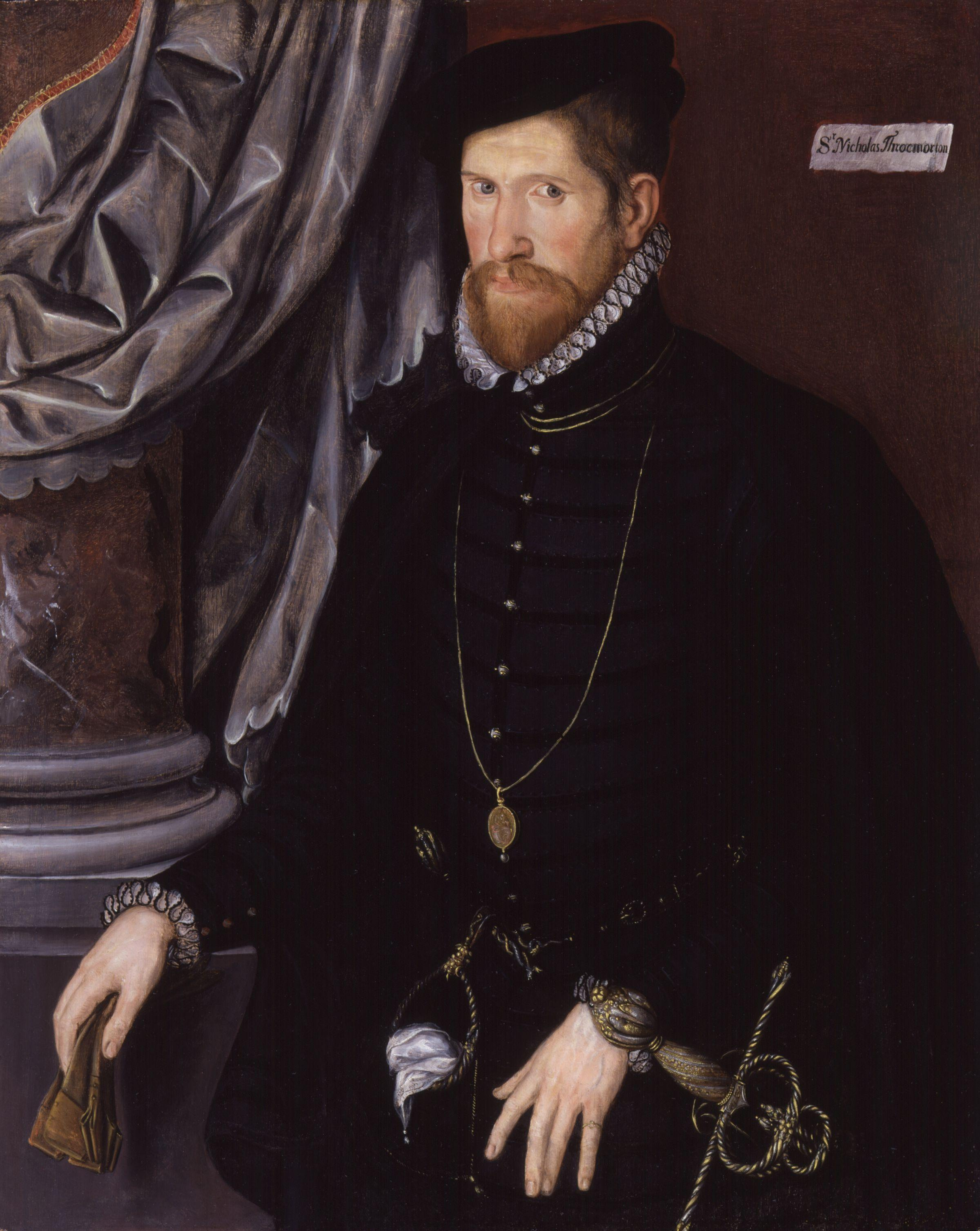
Sir Nicholas Throckmorton.

Sir Nicholas Throckmorton (eller Throgmorton), född 1515, död den 12 februari 1571 i London, var en engelsk diplomat. Han var bror till Robert Throckmorton och farbror till Francis Throckmorton.
Throckmorton, som var besläktad med Henrik VIII:s sista gemål Katarina Parr, kom därigenom till hovet 1543. Han tillhörde parlamentet 1545–1567. Throckmorton stod i hög gunst hos Edvard VI:s förmyndare och adlades 1547. Han lyckades hålla sig uppe även under Maria Tudor, trots att han var invecklad i försöket att vid Edvard VI:s död uppsätta Jane Grey på tronen och sedermera, i februari 1554, stod inför rätta som misstänkt för delaktighet i Wyatts sammansvärjning. Dock kvarhölls han i Towern till året därpå. Throckmorton, som var ivrig protestant och tidigt biträdde prinsessan Elisabet med politiska råd, blev efter hennes tronbestigning en bland rikets mest betrodda stormän. Han var 1559–1564 hennes ambassadör i Paris och förde där med Maria Stuart förhandlingarna om engelskt erkännande av hennes tronföljdsrätt. Throckmorton hemkallades i onåd, enär han tillåtit sig att som löjligt beteckna ett rykte om Leicesters frieri till drottning Elisabet. I maj 1565 sändes han till Skottland för att söka hindra Maria Stuarts äktenskap med Darnley, och i juni 1567 skickade Elisabet honom ånyo dit med instruktion att söka förmå de skotska stormän, som efter mordet på Darnley höll Maria fängslad på Lochleven, att återge henne frihet och styrelsemakt. Throckmorton ogillade trots sin personliga vänskap till Maria denna politik, och Elisabets vankelmod försvårade än ytterligare hans uppdrag. Han förordade sedermera giftermål mellan Maria och Norfolk, misstänktes därför för delaktighet i dennes sammansvärjning 1569 och sattes för en kort tid i fängelse. Hans dotter Elisabet blev maka till sir Walter Raleigh. 